# ويل شيريدان
ويل شيريدان (5 يوليو 1987 في المملكة المتحدة - ) (بالإنجليزية: Will Sheridan)‏ هو لاعب كريكت أسترالي. لعب مع فريق فكتوريا للكريكت وMelbourne Renegades ‏.

## وصلات خارجية
- ويل شيريدان على موقع إي آس بي آن كريك إنفو (الإنجليزية)